# Heinrich Scharrer

Heinrich Scharrer

Heinrich Scharrer (* 21. Juli 1828 in Magdeburg, Provinz Sachsen; † 24. September 1906 in Crossen an der Oder) war ein deutscher Botaniker und Landschaftsarchitekt. Er war Kaiserlich-Russischer Gartendirektor und von 1861 bis 1889 Direktor des Botanischen Gartens in Tiflis. Im Russischen ist er bekannt als Генрих Карл Вернер Шар(р)ер.

## Leben
Scharrer studierte an der Georg-August-Universität Göttingen und war dort nebenher Obergehilfe am Botanischen Garten. Später züchtete er Pflanzen für den Oberlandesgerichtsrat Augustin im Wildpark Potsdam, wurde dann Verwalter der Hofgärtnerei des Fürsten zu Stolberg-Wernigerode.
Auf Empfehlung des Berliner Professors Karl Heinrich Koch wechselte er 1859 als Garten-Inspektor in die georgische Hauptstadt Tiflis. Dort entwarf und baute er im Auftrag des russischen Vizekönigs, Fürst Alexander Iwanowitsch Barjatinski, zusammen mit dem Architekten Otto Simonson den Alexandergarten, einen großen öffentlichen Park nach europäischem Standard, zwischen der Flaniermeile Golowin-Boulevard (heute Rustawelis Gamsiri) und dem Fluss Kura. Er wurde 1863 nach vierjähriger Bauzeit eröffnet.
Scharrer wurde zum Kaiserlich-Russischen Hofgartendirektor befördert, restaurierte in den 1860er Jahren den Garten der Residenz des russischen Vizekönigs in Tiflis, schuf öffentliche Parks in Bordschomi und Tetritskaro. Als die Gartenbauschule Kutaissi in eine Krise geriet, konzipierte Scharrer einen Reformplan für die Weiterbildung von Bauern und Winzern. Die Kaukasische Landwirtschaftliche Gesellschaft nahm ihn als ordentliches Mitglied auf.
1861 wurde er Direktor des Botanischen Gartens Tiflis. Unter seiner Leitung wurde der Garten wesentlich erweitert. Er legte neue Terrassen und Wege an, errichtete in den 1870er Jahren die ersten Gewächshäuser, darunter eines für tropische und subtropische Pflanzen, und erbaute 1886 das Botanische Museum. Der erste Samenkatalog des Gartens, der 457 Gehölze und Pflanzen verzeichnete, geht auf ihn zurück.

Der Alexandergarten in Tiflis, 1880: Ein Werk Scharrers

1889 trat Scharrer in den Ruhestand. Bald darauf zog er zurück nach Deutschland und verbrachte den Lebensabend bei seiner Tochter in Crossen an der Oder (heute Krosno Odrzańskie). Dort war er Kurator der örtlichen Wein- und Obstbauschule; er gehörte dem Vorstand des Ostdeutschen-Weinbauvereins an.
Die Kaukasische Landwirtschaftliche Gesellschaft zeichnete ihn 1875 mit einer goldenen Medaille aus. Der russische Vizekönig in Georgien, Micheil Nikolajewitsch Romanow, verlieh ihm 1889 den Sankt-Stanislaus-Orden 3. Klasse mit Schwertern und Schleife.
Scharrer war seit 1861 mit Auguste Wilhelmine Miser verheiratet und hatte vier Kinder, Jenny, Helene, Gustav und Werner. Er war evangelisch.